# Field Commander Cohen: Tour of 1979
Field Commander Cohen: Tour of 1979 är ett livealbum av Leonard Cohen som släpptes 2001. Låtarna är inspelade live på arenan Hammersmith Odeon i London, Storbritannien, den 4, 5, 6 december 1979 samt på arenan Dome Theatre i Brighton den 15 december 1979. 

## Låtlista
1. "Field Commander Cohen" – 4:25
2. "The Window" – 5:51
3. "The Smokey Life" – 5:34
4. "The Gypsy's Wife" – 5:20
5. "Lover Lover Lover" – 6:31
6. "Hey, That's No Way to Say Goodbye" – 4:04
7. "The Stranger Song" – 4:55
8. "The Guests" – 6:05
9. "Memories" (Cohen/Phil Spector) – 4:38
10. "Why Don't You Try" – 3:43
11. "Bird on the Wire" – 5:10
12. "So Long, Marianne" – 6:44

- Samtliga låtar skrivna av Leonard Cohen, om inte annat anges.

## Medverkande
Musiker
- Leonard Cohen – sång, gitarr
- Jennifer Warnes, Sharon Robinson – sång
- Roscoe Beck – basgitarr
- Steve Meador – trummor
- Mitch Watkins – gitarr
- Bill Ginn – keyboard
- John Bilezikjian – oud, mandolin
- Paul Ostermayer – saxofon
- Raffi Hakopian – violin

Produktion
- Leanne Ungar – musikproducent
- Bob Metzger – musikproducent
- Sharon Robinson – musikproducent, ljudtekniker
- Henry Lewy – ljudtekniker (live)
- John Wood – tekniker
- Fredrik Sarhagen, Koji Egawa, Robert Hadley – ljudtekniker
- Bill Schnee – ljudmix
- Doug Sax – mastering
- Nancy Donald – omslagskonst
- Hazel Field – foto